# Höhlenkataster

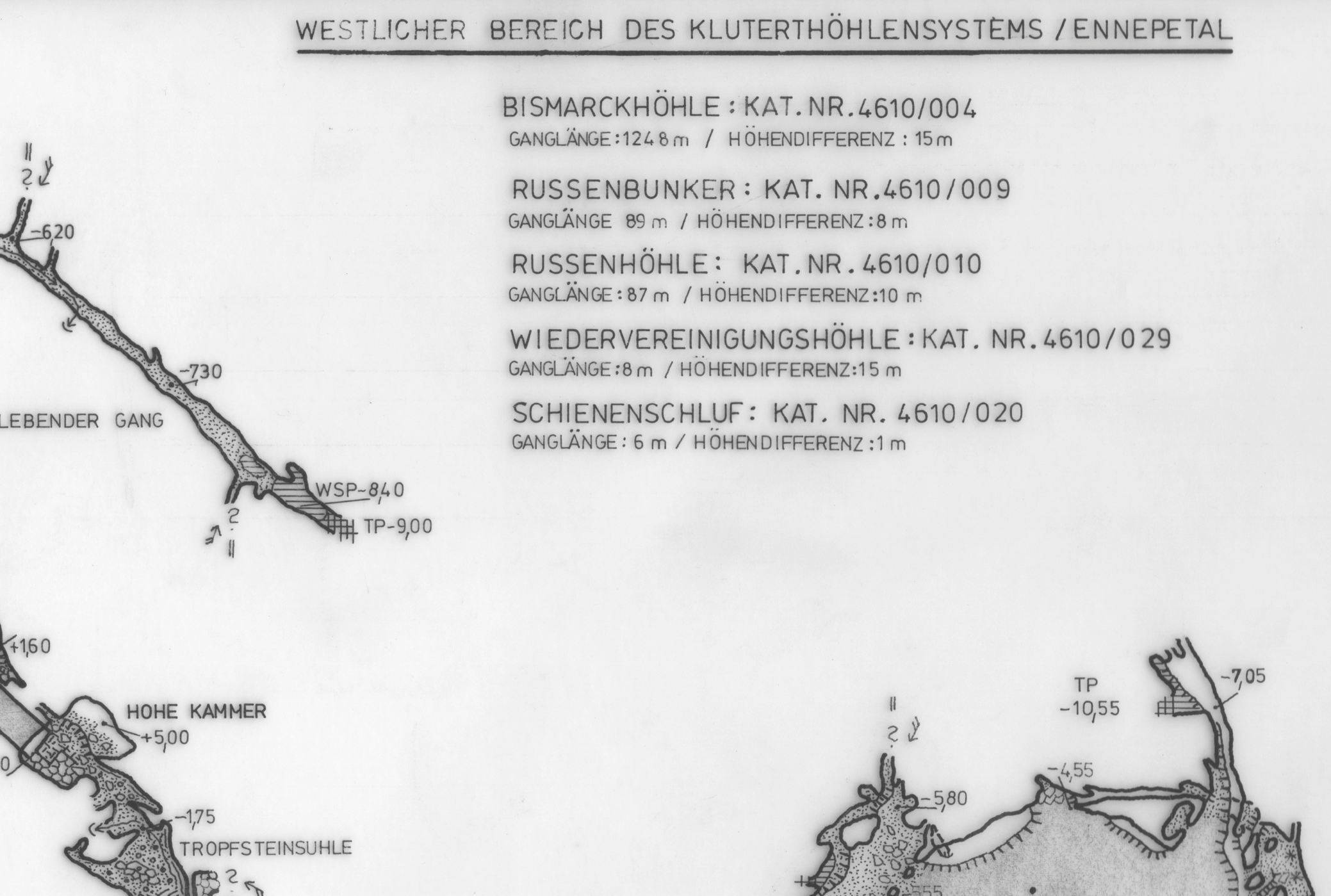
Katasterdaten in einem Höhlenplan

Höhlenkataster in Deutschland und in Österreich sammeln strukturiert Informationen über Höhlen. In anderen Ländern sind vergleichbare Datensammlungen vorhanden.
Höhlenkataster sind in vielerlei Hinsicht mit den oberirdischen Liegenschaftskatastern vergleichbar: Es werden Lage, Größe, Nutzung durch Mensch, Tieren und Pflanzen und dergleichen beschrieben.

## Katasterbetrieb- und Geschichte
1923 wurde vom Hauptverband Deutscher Höhlenforscher auf Betreiben von Benno Wolf die Aufstellung eines zentralen Höhlenkatasters beschlossen. Neben Wolf, der selbst deutschlandweit zahlreiche Höhlen bereiste und dokumentierte, waren der Harzer Höhlenforscher Friedrich Stolberg und Walter Freiherr von Czoernig aus Österreich treibende Kräfte bei der Katastererstellung.
Im Rahmen der Untertage-Verlagerungen in den letzten Jahren des Zweiten Weltkriegs wurden die Katasterdaten unter staatliche Kontrolle gebracht und zu Rüstungszwecken verwendet.
Seit der Nachkriegszeit werden die Kataster in Deutschland und Österreich dezentral, jeweils von regionalen Höhlenvereinen oder Einzelpersonen geführt. Die Katasterarbeit erfolgt dabei – wie Höhlenforschung im Allgemeinen – ehrenamtlich.
In Deutschland sind in den Katastern 7764 Höhlen mit einer Gesamtlänge von 240 Kilometern erfasst (Stand 2002).
Siehe auch: Höhlenkataster Fränkische Alb

## Zugang zu Katasterdaten
Die Daten in den Höhlenkatastern beruhen auf oft jahrzehntelangen, mühsamen Vermessungs- und Forschungsarbeiten von Höhlenvereinen und Einzelpersonen. Oft werden daher Daten aus den Katastern nur sehr beschränkt weitergegeben. Beispielhaft für den üblichen Ansatz zur Datenweitergabe:
„Es ist daher selbstverständlich, dass die zusammengetragenen Daten nicht für jedermann frei verfügbar sein können. Eine Informationsweitergabe setzt eine entsprechende vertrauensvolle Zusammenarbeit voraus, von der alle Beteiligten profitieren.“ (Michael Laumanns: Höhlenforschung in der Eifel, S. 23)

## Bedeutung und Inhalt des Katasters
Die Katasterdaten sind dabei nicht nur für die weitere Erforschung von Höhlen und dem direkten Höhlenschutz von Bedeutung, sondern auch für Natur- und Denkmalschutzaspekte, Bauwesen und Wasserwirtschaft und in ganz bedeutendem Umfang auch für Feuerwehr und Höhlenrettung.
Die Kataster beinhalten eindeutige Kennzeichnung der Höhlen, Lage, Objektbeschreibung, Fotos, Höhlenplan, Informationen zur Geologie, Biologie usw.

## Katasternummern
Es wird – ähnlich wie bei Postleitzahlen – eine geografische Gliederung der Katasterbereiche vorgenommen. Katasternummern bestehen oft aus einer 4-stelligen Nummer, die das Topografische Blatt bezeichnet, gefolgt von einer fortlaufenden Höhlennummer. Beide Nummern sind durch Schrägstrich voneinander getrennt. Zum Teil wird auch eine Nummerierung aufgrund des Landschaftskatasters vorgenommen.
So hat die Kluterthöhle die Katasternummer 4610/6. Damit ist die Topographische Karte (4610 – Ennepetal) identifiziert. Die Kluterthöhle ist die durch die Nummer 6 als die sechste Höhle aus dem Gebiet, die in das Kataster aufgenommen wurde, identifiziert.
Oftmals werden die Katasternummern auf einer Metallplakette an der Höhle angebracht.